# Chiesa di Nostra Signora del Rosario e San Bernardo
La chiesa di Nostra Signora del Rosario e San Bernardo è un luogo di culto cattolico situato nella frazione di Torrazza, in via Leonardo da Vinci, nel comune di Sant'Olcese nella città metropolitana di Genova. La chiesa è sede della parrocchia omonima del vicariato di Sant'Olcese-Serra Riccò dell'arcidiocesi di Genova.

## Storia e descrizione
La primitiva cappella fu eretta tra il 1700 e il 1704 per iniziativa di Giovanni Prato ed intitolata a sant'Agata. La costruzione fu totalmente distrutta dall'esercito austriaco nel 1746-1747, ma ben presto ricostruita grazie all'impegno del patrizio Ridolfo Brignole fu Anton Giulio di Genova; la prima celebrazione ufficiale avvenne il 13 ottobre del 1753.
La costruzione della chiesa avvenne agli inizi del XX secolo dopo il parere favorevole nel 23 settembre del 1902 di un comitato locale. Dopo la donazione del terreno da parte del concittadino Sebastiano Torre si poterono dare il via libera agli inizi dei lavori, affidando la direzione all'architetto genovese Vittorio Dellepiane nel 1912. Successive donazioni quali un altare marmoreo, un'acquasantiera, un trono e alcuni dipinti raffiguranti sant'Antonio abate e l'apostolo Giacomo arricchirono e corredarono gli interni della chiesa. Il nuovo altare fu consacrato il 20 agosto del 1982 dal cardinale Giuseppe Siri.
La chiesa fu eretta al titolo di parrocchiale con apposito decreto arcivescovile datato al 1º settembre del 1955 e sempre in tale occasione fu aggiunto la seconda intitolazione al santo Bernardo; cinque anni dopo, nel 1960, fu eletta al titolo di Prevostura.